# 3-异丁基-2-甲氧基吡嗪
3-异丁基-2-甲氧基吡嗪是一种有机化合物，化学式为C9H14N2O。它由一些植物产生，是其气味的来源之一。它也可由一些浮游蓝丝藻产生，但它更常见于辣椒属的一些植物中，它赋予了甜椒和其他辣椒独特的气味。
它可以2-氨基-4-甲基戊酰胺盐酸盐和乙二醛为原料反应制得。